# Liliana Marín
Liliana Marín (16 de mayo de 1970 en Ciudad de México) es una artista mexicana, conocida por sus diferentes trabajos colectivos que se inscriben dentro del arte feminista. Nació en una familia de músicos, lo cual influyó su trayectoria artística. Su formación profesional se desarrolló en La  Esmeralda y, posteriormente, en la Academia de San Carlos, donde practica las artes plásticas y gráficas. 

## Vida
Liliana Marín (Liliana López Marín) nació el 16 de mayo de 1970 en Tlatelolco, Distrito Federal. Su padre Rafael López Romo y su madre Eloísa Marín. Envuelta por un linaje materno del ámbito musical. Pasó su infancia practicando diversas artes, como la música y la pintura. Estudia su bachillerato en Artes y Humanidades, con especialización en Artes Plásticas en el CEDART (Centro de Educación Artística) Frida Kahlo entre 1985 y 1990. Posteriormente ingresa en la Escuela Nacional de Pintura, Escultura y Grabado La Esmeralda en 1990 y egresa en 1995. 
Unos años después Liliana decide usar el apellido de su madre como un posicionamiento político feminista, como protesta contra un sistema patriarcal que antepone el apellido paterno en documentos oficiales y por reconocer la tradición artística del linaje materno. 
En 1995 se muda a Zacatecas, donde trabaja como docente en Artes en el Instituto Zacatecano de Cultura y la Universidad Autónoma de Durango Campus Zacatecas, entre otras instituciones donde desempeña la labor docente. Obtiene la beca FECAZ (Fondo Estatal para la Cultura y las Artes de Zacatecas) en el año de 1999 en la categoría de Jóvenes Creadores.
Volvió a la Ciudad de México en 2004. Continuó trabajando como docente hasta que Ingresa a la Maestría en Artes Visuales en la Escuela Nacional de Artes Plásticas – UNAM (hoy Facultad de Artes y Diseño) en 2009 y egresa en 2011. Asistió al del Taller de Arte y Género y al Taller de Arte y Activismo Feminista  de Mónica Mayer con intervenciones públicas, El proyecto de Maternidades Secuestradas surge como una propuesta del taller de Arte y Activismo Feminista.
Actualmente forma parte de la Orgánica de Feminismo Comunitario en Abya Yala, Tejido México (Comunidad de Mujeres Creando Comunidad). Se ha dedicado al activismo feminista, su participación en Feminismo Comunitario es parte de esa actividad política.

## Obra
Ha participado en diversas exposiciones colectivas e individuales. Su trabajo más destacado es el proyecto inicial para la conformación del colectivo Nosotrxs: lxs Otrxs. El colectivo suge como una propuesta educativa que paulatinamente se va transformando hasta derivar en un Tequio de saberes.
Ha escrito ensayos publicados como el texto el día después derivado de la participación en el proyecto Maternidades secuestradas, junto a Mónica Mayer. También publicó La chica de rojo, texto en para la revista hysteria en el cual Liliana resume un  ensayo suyo sobre la formación del estereotipo de belleza en occidente a partir del arte y la cultura de masas. 

### Trabajo colectivo
Liliana impulsa y trabaja de manera horizontal en el colectivo Nosotrxs lxs Otrxs que deviene Tequio de saberes. En él se busca la concientización del tipo feminista, con un giro descolonial, a partir de proyectos callejeros que proponen los miembros, desde el área académica o prácticas artísticas de cada uno. Un ejemplar proyecto en las calles es debajo de la alfombra, en el cual el colectivo invitaba a los transeúntes a dibujar en la calle las normas de género con que se educa a los niños. La intervención se llevó a cabo en  2 plazas de la Ciudad de México: Soledad y Santo Domingo.
Junto al colectivo Tequio organizó la exposición cuerpo degenerador en Casa Talavera, durante 2013. Además, en este espacio el colectivo ha desarrollado sesiones de cine-debate Mujeres indómitas, con artistas feministas que comparten sus reflexiones teóricas con el colectivo y el público participante.